# Odenwald (Landschaftsschutzgebiet)
Odenwald ist ein Landschaftsschutzgebiet im Rhein-Neckar-Kreis in Baden-Württemberg.

## Lage und Beschreibung
Das rund 6.082 Hektar große Landschaftsschutzgebiet liegt im Odenwald zwischen Neckargemünd und dem südhessischen Abtsteinach an der Landesgrenze zu Hessen und entstand durch Verordnung des Landratsamts Rhein-Neckar-Kreis vom 26. November 1996. Gleichzeitig traten die Verordnung des Regierungspräsidiums Nordbaden über das Landschaftsschutzgebiet Odenwald I, Landkreis Heidelberg und Centwald, Gemarkung Lützelsachsen Landkreis Mannheim vom 8. April 1965 sowie die Verordnung zum Schutz des Landschaftsteiles Schafbachtal Gemarkung Schönau im Landkreis Heidelberg vom 8. Mai 1958 außer Kraft.
Es gehört zu den Naturräumen 144-Buntsandstein-Odenwald und 145-Kristalliner Odenwald innerhalb der naturräumlichen Haupteinheit 14-Odenwald, Spessart und Südrhön.

## Schutzzweck
Wesentlicher Schutzzweck ist laut Schutzgebietsverordnung die Erhaltung der Odenwaldlandschaft in ihren Grundzügen und in ihrer charakteristischen Ausprägung. Wesensmerkmale dieser Landschaft sind tief eingeschnittene Haupt- und Seitentäler mit schmalen Talauen, Talkessel, Klingen, ausgeprägte Höhenrücken, Kuppen, reich bewegte, langgezogene Hänge und formenreiche Geländekleinstrukturen wie Mulden, Rinnen, Einschnitte, Verebnungen und Geländeböschungen. Das natürliche Gewässersystem sowie die natürliche Verbreitung und Gestalt der von Grund- und Oberflächenwasser bestimmten Areale einschließlich ihres standorttypischen Bewuchses soll erhalten werden. Das sind im Wesentlichen Feuchtgebiete, Quellen, Fließgewässer und deren Überflutungsbereiche sowie gewässernahe Auen. Die Feld-Wald-Verteilung soll nicht wesentlich verändert werden und vor allem die Täler und gliedernde Grünlandhänge als waldfreie Zonen sollen erhalten bzw. weitgehend wiederhergestellt werden. Die an den naturgegebenen Voraussetzungen orientierte Bodennutzung, welche die Vielfalt der Erscheinungsformen der Kulturlandschaft bedingt, ist zu bewahren und wiederherzustellen.
Charakteristische, die Kulturlandschaft des Odenwaldes bestimmende Gestaltungselemente sind:
- die Täler der Steinach, des Laxbaches, des Brombaches und des Finkenbaches einschließlich der Seitentäler wie Eiterbachtal, Hilsbachtal, Schafbachtal mit Wiesennutzung und naturnahen Ufergehölzen;
- Flurgehölze an Böschungen, Wege- und Straßenrändern, Streuobstwiesen, Steinriegel, Feldsteinmauern und Felsblockfelder;
- langgezogene, vor- und zurückspringende Feld-Waldgrenzen mit stufig aufgebauten Waldrändern aus Laubgehölzen;
- große, geschlossene Waldgebiete beidseitig des Eiterbaches und der Steinach südlich Heiligkreuzsteinach sowie um Brombach;
- kleinflächige Wälder auf Kuppen der Gemarkung Heiligkreuzsteinach;
- die Grünlandnutzung der Hänge wie in der Umgebung von Brombach, Heddesbach, Wilhelmsfeld, Bärsbach, Heiligkreuzsteinach, Vorderheubach, Hinterheubach, im Schafbachtal und im Eiterbachtal.

Eine wesentliche Beeinträchtigung der Lebensstätten und Lebensgemeinschaften der heimischen Tier- und Pflanzenwelt insbesondere in den feuchten Talauen und sickerwasserfeuchten Hängen nach ihrer typischen Ausformung sowie nach Individuen- und Artenzahl soll vermieden werden und die Leistungsfähigkeit des Naturhaushaltes insbesondere zur Regeneration vorwiegend mit Mitteln der ökologisch orientierten Landnutzung im vollen Umfang ist aufrechtzuerhalten bzw. wiederherzustellen.